# Le Photographe de Mauthausen
Pour plus de détails, voir Fiche technique et Distribution.
Le Photographe de Mauthausen (El fotógrafo de Mauthausen) est un drame historique espagnol produit et réalisé par Mar Targarona, sorti en 2018. Il s’agit d’un portrait de l’ancien déporté espagnol Francesc Boix, photographe au service d'identification du camp de concentration de Mauthausen, en Haute-Autriche.

## Synopsis
En 1943, en fonction de leur passé républicain et de leur engagement contre le franquisme en Espagne, allié du Troisième Reich, ces Espagnols sont alors considérés comme des prisonniers politiques. Le jeune Francesc Boix, photographe de métier, est affecté au service d'identification du camp de concentration de Mauthausen sous le commandement de Franz Ziereis, et bras droit de Paul Ricken, le gardien de Mauthausen. Témoin de l’horreur, il tente au jour le jour de cacher des négatifs qui prouvent crimes et abus commis à la campagne à la fin de la guerre. Il a également réalisé de nombreuses photographies de Mauthausen après la libération en mai 1945 et a témoigné au procès de Nuremberg.

## Fiche technique
Sauf indication contraire, les informations mentionnées dans cette section peuvent être confirmées par la base de données cinématographiques IMDb,  présente dans la section « Liens externes ».
- Titre original : El fotógrafo de Mauthausen
- Titre international : The Photographer of Mauthausen
- Titre français : Le Photographe de Mauthausen
- Réalisation : Mar Targarona
- Scénario : Roger Danès et Alfred Pérez Fargas
- Musique : Diego Navarro
- Direction artistique : Rosa Ros
- Décors : Magdolna Varga
- Costumes : Mercè Paloma
- Photographie : Aitor Mantxola
- Montage : José Luis Romeu
- Production : István Major, Joaquín Padró et Mar Targarona
- Sociétés de production : Rodar y Rodar ; FilmTeam, Institut Català de les Empreses Culturals (ICEC), Instituto de la Cinematografía y de las Artes Audiovisuales (ICAA), Radio Televisión Española (RTVE), Televisió de Catalunya (TV3) et We Produce 2017 (coproductions)
- Sociétés de distribution : Filmax ; Netflix
- Pays d’origine :  Espagne
- Langue originale : espagnol
- Format : couleur
- Genre : drame, historique et guerre[1]
- Durée : 110 minutes
- Dates de sortie :
  - Espagne : 26 octobre 2018
  - Monde : 22 février 2019 (Netflix)

## Distribution
- Mario Casas : Francesc Boix, le photographe
- Richard van Weyden : l'adjudant-chef SS Paul Ricken (de), responsable du service photographique
- Alain Hernández : Valbuena
- Adrià Salazar : Anselmo
- Eduard Buch : Fonseca
- Stefan Weinert : Franz Ziereis, le commandant, puis le SS-Standartenführer
- Nikola Stojanovic : Hans Bonarewitz, l’évadé caché dans une caisse en bois
- Rubén Yuste : Rosales
- Frank Feys : Popeye
- Marc Rodríguez : Enfermero
- Albert Mora : le musicien
- Joan Negrié : Lejías
- Luka Peroš : SS-Hauptsturmführer Karl Schulz
- Rainer Reiners : Poschacher
- Toni Gomila : Francisco
- Macarena Gómez : Dolores
- Emilio Gavira : Alexander « A. K. » Katan, le prisonnier
- Soma Zámbori : Chmielewski
- Erik Gyarmati : Siegfried
- Marta Holler : Anna Pointner
- Dénes Ujlaky : Albert Pointner
- Miguel Ángel González : le prisonnier espagnol squelettique
- Andreu Carandell : le prisonnier du crématorium
- Patrik Petrovski : le kapo de la menuiserie
- Minnie Marx : la SS des prostituées
- Koos Vos : le SS du bureau politique
- Abel Rodríguez : le garçon parti
- Roger Vilà : le garçon mort
- Igor Szpakowski : le garçon Pérez
- Gábor Deák : le SS privé
- Ági Krasznahorkai : Mme Ziereis
- Mariann Kocsis : Mme Poschacher
- Balázs Szitás : le prisonnier buffon
- Bernat Cot : le prisonnier dessinateur
- Ralph Herbling : le médecin allemand
- Guifré Baró : l’assistant du magicien
- Roger Bosch : le musicien à la mandoline
- Guillem Gefaell : le musicien à la guitare
- Kristóf Widder : le SS chauffeur
- Norbert Kovacs : le serveur
- Péter Sokorai : le second serveur
- Balazs Lengyel : le prisonnier autrichien
- Laszlo Tamás Farkas : le second prisonnier autrichien

## Production
L'acteur Mario Casas a dû perdre douze kilos pour interpréter le rôle de Francesc Boix.
Le tournage commence le 30 octobre 2017 entre Tarrasa en Espagne et à Budapest en Hongrie et s’achève le 23 décembre 2017.

## Accueil
Le film sort le 26 octobre 2018 en Espagne, puis il est diffusé mondialement sur Netflix à partir du 22 février 2019.

## Distinctions

### Récompenses
- Cérémonie des prix Gaudí 2019 :
  - Meilleure gestion de la production pour Eduard Vallès et Hanga Kurucz
  - Meilleure direction artistique pour Rosa Ros
  - Meilleurs costumes pour Mercè Paloma
  - Meilleurs maquillages et coiffures pour Caitlin Acheson et Jesús Martos

### Nominations
- Cérémonie des Gaudí 2019 :
  - Meilleur film en langue non catalane pour Mar Targarona, Roger Danès et Alfred Pérez Fargas
  - Meilleur acteur pour Mario Casas
  - Meilleur acteur dans un second rôle pour Alain Hernández
  - Meilleure musique originale pour Diego Navarro
  - Meilleurs effets visuels pour Jordi San Agustín
- Cérémonie des Goyas :
  - Meilleure gestion de la production pour Eduard Vallès et Hanga Kurucz
  - Meilleure direction artistique pour Rosa Ros
  - Meilleurs costumes pour Mercè Paloma
  - Meilleurs maquillages et coiffures pour Caitlin Acheson et Jesús Martos
- Fotogramas de Plata 2019 : Meilleur acteur dans un film espagnol pour Mario Casas

### Documentation
- « Des photos de dignitaires nazis visitant Mauthausen détournées par des déportés espagnols », sur Canopé